# Szászkeresztúr

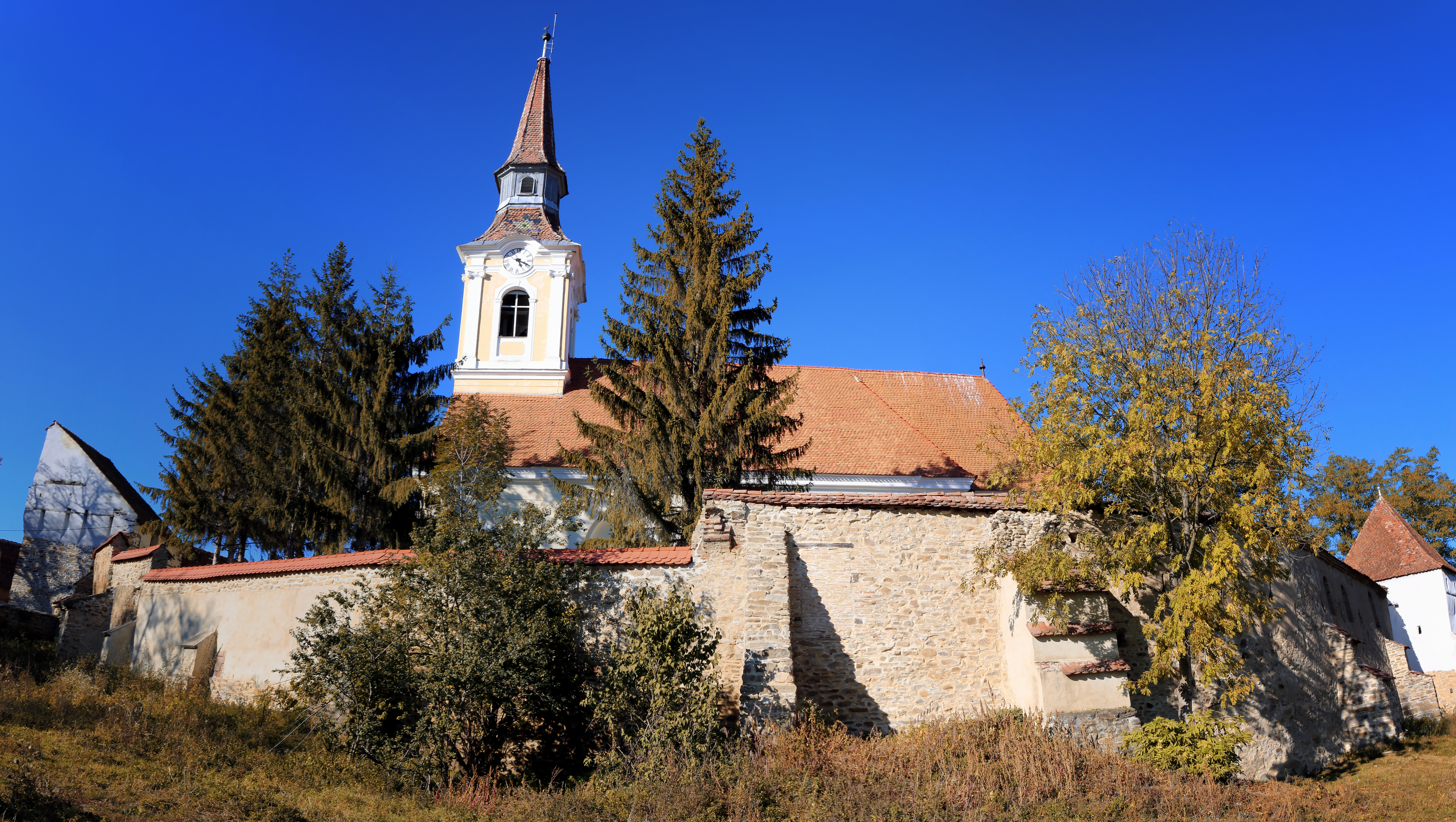
Az evangélikus erődtemplom

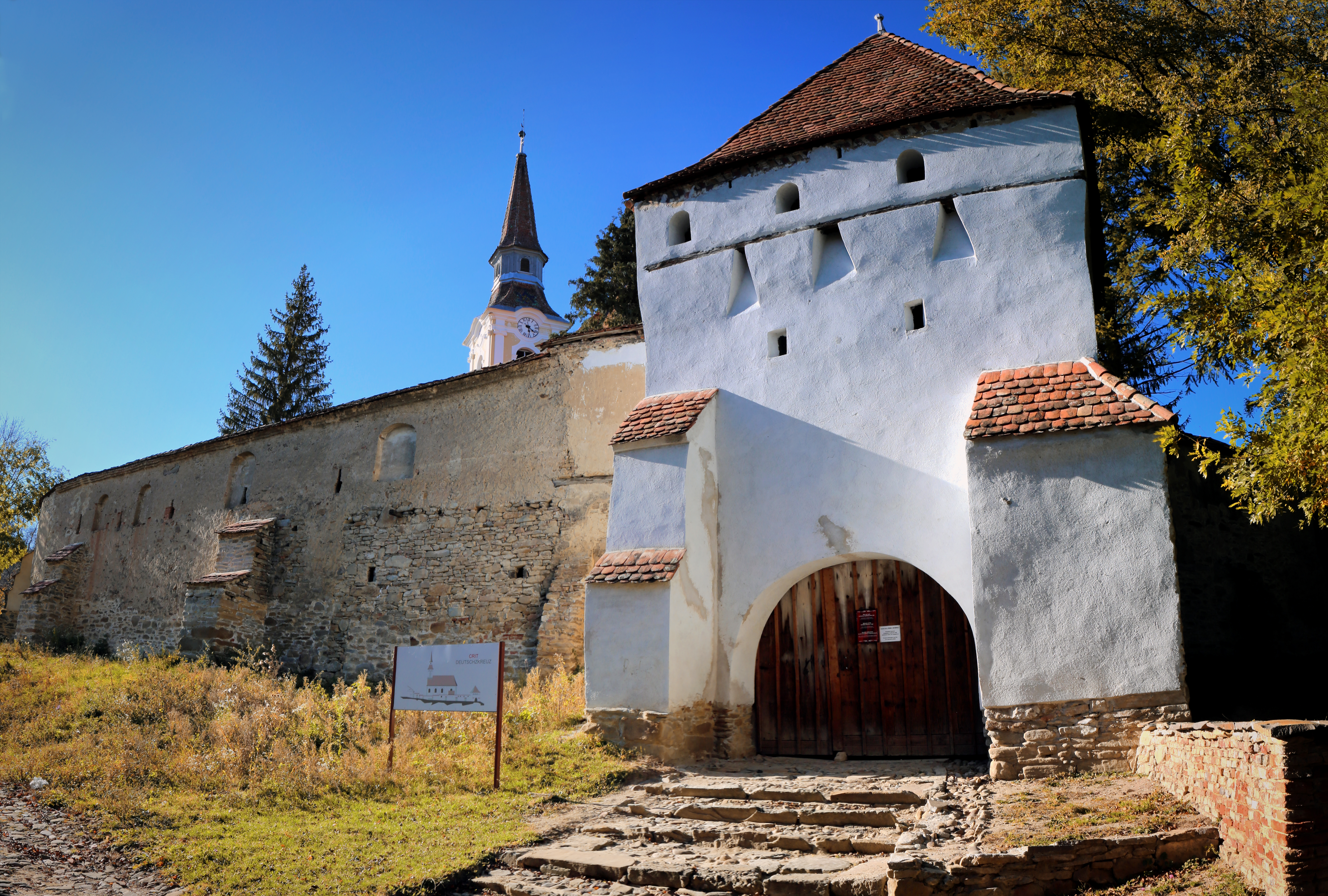

Szászkeresztúr (románul: Criț, németül: Deutschkreuz) falu  Romániában, Erdélyben, Brassó megyében.

## Fekvése
Segesvártól 32 km-re délkeletre, az E60-as út mellett fekszik.

## Nevének eredete
Mint minden Keresztúr, a Szent Kereszt tiszteletére emelt templomáról kapta nevét. Német neve azonos jelentésű, román neve pedig a német nyelvjárási ejtésből való. Először 1332-ben Cruz, majd 1356-ban Kereztur, 1532-ben Kreycz, 1808-ban Szász-Keresztúr alakban írták.

## Története
Szász lakossággal települt a 13. század második felében. 1332 és 1474 között a kerci apátság birtokai közé tartozott. Mátyás 1474-ben a nagyszebeni Szent Szűz plébániatemplomnak adományozta, így a szebeni városháza fennhatósága alá került. 1496–97-ben a tized kérdésében pereskedett a várossal. 1500 körül már Segesvárszék falvai között találjuk.
1755-ben a hatóságok a falut jelölték ki kényszerlakhelyül a karintiai kriptoprotestáns Hans Kleinsasser számára, aki ezt megelőzően Alvincen újrakeresztelkedett. Őt 1761-ben több alvinci család követte. Az 1762-ben már 46 fő hutterita közösséget (Bruderhof) hozott létre. Miután alvinci társaikat ebben az évben rekatolizálták, elhatározták, hogy átkelnek a Kárpátokon és Havasalföldre menekülnek a vallási üldözés elől. Többszöri sikertelen kísérlet után végül 1767. október 3-án sikerült a szökés az állandó felügyelet alól az időközben 67 fősre növekedett keresztúri közösségnek és több napi vándorlás után átjutnia a határon, ahol a Bukaresthez közeli Ciorogârlában telepedtek le. Itt csupán három és fél évet töltöttek, végül az Orosz Birodalomban találtak hosszabb távon menedékre. Innen kerültek később az amerikai kontinensre. Bár a kis közösség titkos megbízottai felkeresték az erőszakkal katolizált észak-magyarországi és erdélyi hutteritákat, végül csak kevesen csatlakoztak hozzájuk. Így elmondható, hogy a világ mai hutteritáinak nagy része a hat évig létezett szászkeresztúri Bruderhof lakóinak leszármazottja.
1750-ben 343 háztartást írtak össze benne, míg evangélikus egyházközsége 1766-ban 330 férfit és 387 asszonyt számlált. 1876-ban Nagy-Küküllő vármegyéhez csatolták. A Németországba kivándorolt szászok 1981-ben hozták létre egyesületüket.
1880-ban 915 lakosából 599 volt német, 159 román, 135 cigány és 22 magyar anyanyelvű; 595 evangélikus, 266 ortodox, 32 római katolikus és 15 református vallású.
2002-ben 657 lakosából 489 volt román, 119 cigány, 35 magyar és 13 német nemzetiségű; 618 ortodox, 12 unitárius és 10 evangélikus vallású.

## Látnivalók
- Evangélikus temploma 1810–13-ban, klasszicista stílusban épült. 15. századi, hat-nyolc méter magas, ovális várfal veszi körül. Négy bástyatornya közül három áll ma is. A déli 1925-ben beomlott, a délkeleti 1955-ben szintén összedőlt ugyan, de újjáépítették. A bejáratot kapubástya védi. A nyugati és északnyugati oldalon, ahol a talaj magasabb, egy második fal is védte. Ezt a 19. században lebontották, helyére magtárat építettek. Nyugaton 1908-ban vágtak kocsibejárót, a halottaskocsi számára.